# デッド オア アライブ4
『デッド オア アライブ4』（デッド オア アライブフォー、DEAD OR ALIVE 4）は、テクモより発売された3D対戦型格闘ゲーム。「デッド オア アライブ シリーズ」のナンバリングタイトル4作目。

## 概要
略称は「DOA4」。キャッチコピーは『U』でも用いられた「世界で いちばん美しい。」。
Xbox 360本体の性能によってグラフィックはXbox前2作を凌駕する高精細なものとなり、約3か月後にはアップデートの『デッド オア アライブ4 オンラインバージョン』がシリーズ初のダウンロードコンテンツ（DLC）として無償提供された。なお、板垣伴信が手掛けた最後の格闘DOAタイトルでもある。
Xbox Liveのオンラインモードでは「ドール」と呼ばれるアバターを作成し、「ハウス」という名のロビーを拠点にチャットをしたり対戦中の他者の試合を観戦することも出来る。
ホールドは前作『2U』を踏襲した4択に、1作目シリーズ以来となるオフェンシブとディフェンシブが共存する2属性仕様となり、1つの完成形に達した。反転のけぞりは背後クリティカルからという制限で存在する。レバー回復の操作は方向パッドか左（アナログ）スティック/同ボタンの左右を交互に連打したりグルグルと回す仕様。起き上がり攻撃に上段の「起きハイキック」が追加され3種類分岐になった。フリーステップの回避性能は『3』よりも大幅にダウン調整された。投げ抜けは『2U』と同じだが、基本投げに限り連打でも成立するようになった。
デンジャーについては、ステージの中を自ら駆け巡ってキャラクターに襲いかかってくる「ムービングデンジャー」が初登場。崖落下系ダメージではK.O.にならない。スリップ地形では中・下段属性からのみクリティカルとなる。
細かい点では、一時無敵が慣例で試合が中断していた倒れるダウンに固有打撃技からの追撃が可能になり、2ヒット目で「強制起こし」が発生するようになったため仕切り直しの場面が減り攻勢側のプレッシャーが継続されるようになった。練習モードのコマンド履歴に属性が表示され確認が可能に。鑑賞モードからは約100枚を保存可能なカメラ撮影も楽しめる。テストプレイで猿楽庁にチェックを依頼している。
総じて、ストーリーモードのCPUの強さや、上述の点を含めて様々なクリティカル状態に対処する知識などが必要なこともあり、初心者には若干ハードルが高い。

### デッド オア アライブ4 オンラインバージョン
『デッド オア アライブ4 オンラインバージョン』（デッド オア アライブフォー オンラインバージョン、DEAD OR ALIVE 4 ONLINE VERSION）は、Xbox Liveを介した無料のDLCであり、パッケージ製品ではなく、“Ver.○○版”のようなバージョン変更と同義のアップデート・タイトル（以下OV版）。実行すると通信対戦時に新技の追加、バランス調整、バグ修正、オンライン（ハウス）の安定性向上などが反映される（詳細は作品公式サイトのキャラクター欄にある「技表ダウンロード」、後述の攻略本『-MASTER FILE-』などを参照）。

## ストーリー
エレナは創始者フェイム・ダグラスを失ったDOATECの総帥になっていた。それは新たな悲劇を生み出さないための苦渋の決断の結果か。しかし、DOATECを裏で支配するビクトール・ドノヴァン博士の一派を掌握するには至らぬまま、第4回DOA大会が行われる。
一方、度重なるDOATECからの干渉に耐えかねたハヤテら霧幻天神流忍者一党は、ハヤブサの協力も得てDOATECの撃滅にのりだしていた。忍者たちの攻撃は近代兵器をもってしても防ぎきれず、トライタワーは各所から炎を吹き上げる。
その時、タワー地下のラボで究極のクローン兵器「Alpha-152」が起動する。エレナは崩れ始めるタワーの中を制御室へと向う。幼いころの思い出、プリマドンナとしての公演、自分の身代わりとなった母など、様々な記憶が去来する。
エレナの去った制御室のパネルには何事かのカウントダウンが映し出される。地下では激戦が続いていた。驚異的な戦闘能力をみせるAlpha-152。かすみの奮闘むなしく、人体兵器の妖魔はラボから脱出し外界へと姿を消すのだった。
あやねの妖術によって崩壊が迫る中、エレベーターで上層部に向う人影。一面が炎に包まれた。中空を見上げてエレナはひとりささやく。「さようなら」。刹那、何者かのヘリが急接近してきた。ノリのいい奇声を発しながらエレナをキャッチし飛び去っていったのは、クレイジークライマーことザックその人であった。
一方、いずこかの室内にドノヴァンの姿があった。机の上にはフルフェイスのファントムマスク、そして幻羅が纏っていた仮面が置かれている。ドノヴァンは幻羅の面を手にとると、自身の素顔にゆっくりとあてがうのだった。

## キャラクター
新規キャラクターとして、こころ (KOKORO) 、ラ・マリポーサ (LA MARIPOSA) 、エリオット (ELIOT) の3名が追加され、ゲストキャラクターとして「HALOシリーズ」から、SPARTAN-458（スパルタン・ヨンゴーハチ）が登場した。また、トーナメントの最後には、Alpha-152（アルファ・イチゴーニ）が一部キャラクター限定ラストボスとして登場する。
一部のキャラクターはマイナーチェンジが図られ、特にハヤブサは『NINJA GAIDENシリーズ』を踏襲した内外面へと改変。かすみは「カスミα」を『3(2U)』までの仕様キャラクターと位置付ける技変更が施された（実際の共演は次作の『デッド オア アライブ ディメンションズ』）。エレナ、ゲン、アイン、レオン、天狗などはゲスト扱いとなっており、条件を満たすことで使用可能となる。

## 廉価版
- 『DEAD OR ALIVE 4 XBOX CLASSICS』2006年1月27日&2007年2月16日発売 - 欧州の廉価版。新旧2種類があり、新Ver.は蛍光グリーン色の縁取りで区別される。
- 『DEAD OR ALIVE 4 PLATINUM HITS』2007年3月8日発売 - 北米・豪州の廉価版。
- 『DEAD OR ALIVE 4 PLATINUM COLLECTION』2007年11月1日発売 - 日本の廉価版。CEROの制度変更に伴い年齢区分が緩和され、通常版と変わらない内容のまま「17才以上対象ソフト」となった。

## グッズ
- 『DEAD OR ALIVE 4 ORIGINAL SOUND TRAX』ウェークアップ、KWCD-1009 - 曲名は氏名やステージなどの併記が無い表記となっている。SPARTAN-458の「Halo Theme MJOLNIR Mix」のみ収録されていない。後年には一部テーマ曲が『D』や『5シリーズ』にも移植された。
- エアロスミス "EAT THE RICH" ゲフィン・レコード - オープニングテーマ。最後のBelching部分はカットされている。
- エアロスミス "AMAZING" ゲフィン・レコード - エンディングテーマ。
- TOKIO「do! do! do!」 ユニバーサルミュージック - Xbox 360提供コマーシャルメッセージのタイアップ曲。イメージキャラクターもTOKIOが務めており、当作『4』をモチーフにした第3弾では室内でメンバー同士がゲーム画面（効果音）とシンクロした格闘を繰り広げた後、キャッチコピーの「do! do! do! しようぜ。」で締括られるというもの。
- 『DEAD OR ALIVE 4 OFFICIAL GUIDE -BASIC FILE-』エンターブレイン、2005年12月28日発売、ISBN 4-7577-2585-X - エレナからSPARTAN-458までの隠しキャラクターとゲストキャラクターは掲載されておらず、以下も含めて公式書籍全冊にボスキャラクターのAlpha-152は掲載されていない。
- 『DEAD OR ALIVE 4 OFFICIAL GUIDE -MASTER FILE-』 エンターブレイン、2006年4月3日発売、ISBN 4-7577-2713-5 - OV版に対応した内容。

## イベント
- 『World Cyber Games 2006』2006年10月18日 - 22日開催、サムスン主催 - イタリアのモンツァで催された通算7回目の世界大会。アインを使うカナダ代表が優勝し、賞金15,000ドルを手にした[3]。
- 『World Cyber Games 2007』2007年10月13日 - 17日開催、サムスン主催 - アメリカのシアトルで催された通算8回目の世界大会。エレナを使うアメリカ代表が優勝し、賞金12,000ドルを手にした[4]。

## デッド オア アライブ ディメンションズ
『デッド オア アライブ ディメンションズ』（DEAD OR ALIVE Dimensions）は、コーエーテクモゲームスより発売されたニンテンドー3DS用ソフトであり、DOAシリーズで初めて3D立体視に対応した作品でもある。略称は「DOAD」。キャッチコピーは「もう一度、殴り合わないか。」。
早矢仕洋介が手掛けるようになった初の格闘DOAタイトルでもある。
章仕立てのチュートリアルモード「クロニクル」では第1回から4回大会のストーリーを体験しながらゲームのシステムを習得できるほか、シリーズ全体との整合を図るために長らく謎だった設定などの解明、正史としての人物の役割や登場する時期などが刷新されており、ラストシーンは『4(X2)』から『5』までを補完するかのようなエレナ視点の特別編「終章 〜エレナ編〜」で締め括られる。
ほかに、従来のタッグバトルに代わり互いに協力しあってCPUを倒す「タッグチャレンジ」、全1,000体分の静止モデリングを3D写真で撮影できる「フィギュア」などのモードを搭載。また、タッチパネル画面からコマンド技を出せる「デジタルインスト」という機能もある。ニンテンドーWi-Fiコネクション（後のニンテンドーネットワーク）からは国内外両方から選べる1対1のランクマッチ対戦、フレンド同士によるタッグチャレンジ、「すれちがい通信」によるAIキャラ対戦「ストリートファイト」などが可能。「いつの間に通信」からは今作初や『3』『2U』『4』の追加コス、開発スタッフのゴーストデータなどが無料のダウンロードコンテンツ（DLC）で提供された。
ホールドの種類&属性は前作『4』をベースに基本種のみを3択に減らしたアレンジ的な仕様。反転のけぞりは背後クリティカルからという制限で存在する。レバー回復の操作は十字ボタンかスライドパッドの左右を交互に連打する仕様。起き上がりキックは変わらず上中下段3種で、投げ抜けも目押し成立制だが、基本投げは抜けなくなり確定に変更された。入力の前方ジャンプ（小ジャンプ攻撃）が廃され統合されたフリーステップは、ハヤブサの「隠形印」からの派生の多くを避けられるなど一部の技に対して有効（重要）な性質をもつ。ハヤブサ、雷道、天狗、幻羅の4名に限り『2U』以来となるプレイアブルキャラクター用の飛び道具技が採用されている。
デンジャーについては、崖落下系ダメージには至K.O.と非K.O.の2種類が混在している。スリップ地形の危険度は歴代随一に上げられ、全ての打撃からクリティカル&カウンターになる。キャラクターテーマ曲やステージはほぼ全てが過去作からセレクトされており、一部は今作独自のアレンジが施されている（『2(2U)』の「THE MIYAMA」にシリーズ最長距離を誇る斜面デンジャーを追加した「FALLEN MIYAMA」など）。条件を満たすと開放される「GEOTHERMAL POWER PLANT」ステージには、任天堂の『メトロイドシリーズ』からのコラボゲストとしてリドリーとサムス・アランがムービングデンジャーの役割で共演している。
細かい点では、『PS版DOA』から久しいヒットエフェクトが採用され、一部在来キャラクターの声が変更され、外国人俳優による英語音声への切り替えが可能となっている。総じて、クロニクルの存在によって『DOAシリーズ』の未体験者や初心者が触れやすくなっている反面、バトルシステムはひとつの成熟の域に達していた『4』とほとんど同様なため、導入はビギナーライクでも、操作面や情報量的には対戦格闘ゲームの知識・修練を従来通りかそれ以上に要するバランスとなっている。通信対戦時のバグや状況に関しては、ニンテンドーWi-Fiコネクション#WEPのセキュリティに関してを参照のこと。
後年にはフィギュアモードのBGM「Wired」が『5シリーズ』に移植された。

### キャラクター（DOAD）
『4』のゲストキャラクターである「SPARTAN-458」を除く過去作のキャラクターが登場し、うちカスミα (KASUMI α)、幻羅 (GENRA) 、Alpha-152（アルファ・イチゴーニ）の3名は初めてプレイヤーキャラクター化された。また、隠しキャラクターとして紫電 (SHIDEN) も登場する。

### DLC、廉価版
- 「スペシャル・コスチューム 日替わり配信」（全34着） いつの間に通信 無料DLC、2011年5月19日 - 2013年3月19日配信
- 「Team NINJAからの挑戦状」いつの間に通信 無料DLC、2011年5月19日 - 2013年5月30日配信
- 「DEAD OR ALIVE Dimensions 体験版」 ニンテンドーeショップ 無料DLC、2011年12月7日配信

### グッズ（DOAD）
- 『DEAD OR ALIVE Dimensions GUIDE BOOK』コーエーテクモゲームス、2011年5月19日発売、ISBN 978-4-7758-0804-7 - 紫電のみ掲載されていない。

### 開発
据置機とは違った遊びを期待して、プロデューサーの早矢仕洋介は企画を練ってきたものの、相応しいハードがなく、本格的な開発には至らなかった。その後ニンテンドー3DSが発表され、スペックに着目した早矢仕は『DOAD』の制作に乗り出した。また、当初の予定ではすれ違い通信による対戦は想定していなかったものの、ニンテンドー3DSの機能を見て取り入れることとなった。
本作はキャッチコピーでもある「もう一度、殴り合わないか。」というコンセプトで開発されており、シリーズを遊んだことのない者からシリーズから離れてしまった者まで幅広い層をターゲットとしている。クロニクルモードはDOAシリーズや対戦格闘ゲームのチュートリアルであると同時に、DOAシリーズのすべてを体験してもらうというテーマが設定された。
また、Team NINJAが任天堂と共同で『METROID Other M』を開発していた縁で、同作にちなんだステージが採用された。

#### 立体視の導入
DOAシリーズはステージを立体的に活用することで知られており、ステージの実在感を増強させるために立体視が用いられた。一方、長時間のプレイにおいては飛び出す演出が目に負担をかけるため、このような演出はイベントシーンなど一部の場面に限定され、多くの場面では奥行きを出すために用いられた。
とはいえ、立体視はTeam NINJAにとって初めての試みであり、2010年のE3や任天堂カンファレンスで出展した時点ではまだ手ごたえがなく、「Nintendo World 2011」でようやく皆から3Dの良さを認めてもらうような作品ができたと感じたと早矢仕は2011年の「インサイド」とのインタビューの中で述懐している。
なお、2D時のフレームレートが60fpsであるのに対し、立体視を適用している際は30fpsとなる。

### 販売・広報
今作の販売に先駆け、2011年2月5日にはコーエーテクモゲームス市ヶ谷オフィスにて公開ロケーションテスト「DOA EXPERIENCE 2011 JAPAN」が開かれた。

#### 海外での発売
今作はオーストラリアにてPG区分での発売が予定されていたが、未成年の登場人物が際どい服装をしており、フィギュアモードで様々な角度から撮影できると児童ポルノとみなされるおそれがあるため、オーストラリア等級審査委員会はレイティング見直しの必要があるとみなした。オーストラリア等級審査委員会は現地の販売元である任天堂に、レイティングの見直しが不要である理由を挙げるよう求めたが、回答が不十分だったとして今作の区分を事実上の発売禁止処分にあたる「無等級」に変更した。ブレンダン・オコナー内相は今作を子供には不適切なゲームだとし、処分を妥当だとする旨を報道陣に伝えた。
このことについて任天堂は「PG区分される段階で、当初の販売元だったTHQが十分な情報を伝えていなかったことが原因である」とした。その後、大人向けであることを強調したうえでM区分に変更することで発売が可能となり、最終的には2011年5月26日にオーストラリアで発売された。
また、スウェーデン、ノルウェー、デンマークでも同様の理由で発売中止となり、ヨーロッパでの発売元である任天堂はこれらの国のファン宛ての謝罪の言葉の中で「このようなことが起こるのは非常にまれである」とコメントした。